# Peatling Magna
Pour l’article homonyme, voir Peatling.
Peatling Magna est une paroisse civile et un village du Leicestershire, en Angleterre.